# Anisostachya rosea
Anisostachya rosea är en akantusväxtart som beskrevs av Raymond Benoist. Anisostachya rosea ingår i släktet Anisostachya och familjen akantusväxter. Inga underarter finns listade i Catalogue of Life.